# Réunion frank
De Réunion frank was tot 1999 de munteenheid van het Franse overzeese departement Réunion. Vóór 1975 had Réunion zijn eigen frank, los van die van Frankrijk. Na 1975 circuleerde de Franse frank. Réunion gebruikt nu de euro. De Réunion frank werd onderverdeeld in 100 centimes.

## Geschiedenis
De Franse frank circuleerde alleen op Réunion (behalve voor één enkele muntuitgifte) tot 1874, toen er verschillende valuta-uitgiften begonnen. Aanvankelijk circuleerden bankbiljetten van de Banque de la Réunion en de Koloniale Schatkist naast de Franse munt. In 1896 werden munten uitgegeven, gevolgd door bankpenningen in 1920. In 1945 werd de CFA-frank gecreëerd en aangenomen op Réunion, met verschillende munten geïntroduceerd in 1948. Hoewel het papiergeld van Réunion vanaf 1960 werd gestempeld met de gelijkwaardige waarde in nieuwe franken, verving de nieuwe frank de Réunion frank pas in 1975, toen de Franse munt de Réunion frank verving tegen een koers van 1 Franse (nieuwe) frank = 50 Réunion (CFA)-frank.

## Munten
- 1779/80 - 3 sols "Isles de France en de Bourbon"[2]
- 1781 - 3 sous "Isles de France en de Bourbon"
- In 1816 werd miljard 10 centimes geslagen op naam van het eiland Bourbon (zoals Réunion toen heette). In 1896 werden cupro-nikkel-munten van 50 centimes en 1 frank uitgegeven.
- In 1920 werden aluminium bankpenningen van 5, 10 en 25 centime uitgegeven, die tot 1941 in omloop waren.
- In 1948 werden aluminium munten van 1 en 2 frank geïntroduceerd
- 1955 aluminium 5 frank en aluminiumbrons 10 en 20 frank.
- 1962 en 1964 Nikkel 50 en 100 frank.

Alle coupures werden uitgegeven tot 1975.

## Bankbiljetten
De Banque de la Réunion introduceerde tussen 1873 en 1876 bankbiljetten van 5, 10, 25, 100 en 500 frank. Tussen 1884 en 1886 gaf de Koloniale Schatkist (Trésor Colonial) bankbiljetten uit van 50 centimes, 1, 2 en 3 frank.
In 1917 gaf de Banque de la Réunion noodbiljetten van 5 en 10 centimes uit. De Bank introduceerde bankbiljetten van 1000 frank in 1937 en 5000 frank in 1940. Tijdens de Tweede Wereldoorlog gaf de Bank bankbiljetten van 50 centimes, 1 en 2 frank uit, eerst onder auspiciën van Vichy-Frankrijk en daarna van de Vrije Fransen. De Banque de la Réunion stopte in 1944 met de uitgifte van bankbiljetten.
In 1943 gaf de Caisse Centrale de la France Libre (Centrale kassier van Vrij Frankrijk) bankbiljetten van 5, 100 en 1000 frank uit van hetzelfde type als uitgegeven in Frans-Equatoriaal-Afrika voor gebruik op Réunion. In 1944 gaf de Caisse Centrale de la France d'Outre Mer (Centrale kassier van overzees Frankrijk) op dezelfde manier bankbiljetten van 100 en 1000 frank uit. In 1947 gaf de Caisse Centrale de la France d'Outre-Mer Franse Equatoriaal-Afrikaanse bankbiljetten uit voor 5, 10, 20, 50, 100, 500, 1000 en 5000 frank, met de opdruk "La Réunion".
In 1962 nam het Institut d'Émission des Départements d'Outre-Mer de uitgifte van papiergeld over, met biljetten van 100, 500, 1000 en 500 frank, met de opdruk "La Réunion" of "Département de la Réunion". In 1960 werden 500 biljetten van 1000 en 5000 frank uitgegeven, met de opdruk in nieuwe franken (10, 20 en 100 nouveaux franc).